# Tor Jonsson
Tor Jonsson, född 14 maj 1916 i Lom, död 14 januari 1951 i Oslo, var en norsk författare.
Tor Jonsson, som härstammade från underklassen på den norska landsbygden, husmennene, växte upp i Gudbrandsdalen. I sin poesi gjorde han sig till språkrör för "jordproletärerna" men tolkade även sin naturkänsla och sin socialt betonade fosterlandskärlek, som stärktes under den tyska ockupationen. Jonsson skrev på nynorska och stod till en början nära Olav Aukrust men blev snabbt självständig som författare. Hans vers var knapp och kärv på ett sätt som påminde om Arnulf Øverland. Jonsson utgav diktsamlingarna Mogning i mørkret (1943), Berg ved blått vatn (1946) och Jarnnetter (1948).
Tor Jonsson var mycket fäst vid sin mor. Sex månader efter hennes död i juni 1950 begick Jonsson självmord.